# Roger Toulson, Lord Toulson
Roger Grenfell Toulson, Lord Toulson, PC (* 23. September 1946; † 27. Juni 2017) war ein britischer Anwalt und Richter, zuletzt am Obersten Gerichtshof des Vereinigten Königreichs.

## Ausbildung
Er besuchte die Mill Hill School und studierte am Jesus College, Cambridge (MA, LLB), von welchem er später den Titel eines Fellows ehrenhalber (honorary fellow) verliehen bekam. 1969 erhielt er seine Anwaltszulassung am Inner Temple.

## Karriere
Er wurde 1970 Mitglied des Western Circuit und wurde 1986 zum Kronanwalt ernannt. 1996 wurde er Richter des High Court of Justice, von 2002 bis 2006 war er Vorsitzender der Law Commission of England and Wales. Am 29. Januar 2007 wurde er an den Court of Appeal befördert, als Mitglied des Privy Council vereidigt und in die Judicial Appointments Commission berufen.
Am 9. April 2013 wurde Toulson als Richter an den Obersten Gerichtshof des Vereinigten Königreichs berufen. Per Royal Warrant steht allen Mitgliedern des Obersten Gerichtshofes auf Lebenszeit der Höflichkeitstitel „Lord“ zu. Toulson schied am 22. September 2016 als Richter des Supreme Court aus, war aber weiter beratend am Gericht tätig.
Als Richter war Toulson gegen gerichtliche Einmischung in die Regierungstätigkeit:

“All human life is experimental, all forms of government are experimental. I think it would be a retrograde step if the courts, in the name of rights, prevent governments of whichever hue from engaging in legitimate social experimentation.”

„Alles menschliche Leben ist experimentell, alle Formen der Regierung sind experimentell. Ich denke, es wäre ein Rückschritt, wenn die Gerichte im Namen des Rechts Regierungen, gleich welcher Ausrichtung, daran hindern würden, legitime soziale Experimente zu unternehmen.“

Toulson starb am 27. Juni 2017 während einer Herzoperation.